# (100011) 1988 VE3
(100011) 1988 VE3 es un asteroide perteneciente al cinturón de asteroides, descubierto el 11 de noviembre de 1988 por Seiji Ueda y el astrónomo Hiroshi Kaneda desde el Kushiro Marsh Observatory, Hokkaido, Japón.

## Designación y nombre
Designado provisionalmente como 1988 VE3.

## Características orbitales
1988 VE3 está situado a una distancia media del Sol de 2,728 ua, pudiendo alejarse hasta 3,558 ua y acercarse hasta 1,897 ua. Su excentricidad es 0,304 y la inclinación orbital 17,55 grados. Emplea 1645 días en completar una órbita alrededor del Sol.

## Características físicas
La magnitud absoluta de 1988 VE3 es 15.